# Rhachiberotha signifera
Rhachiberotha signifera är en insektsart som beskrevs av Bo Tjeder 1959. Rhachiberotha signifera ingår i släktet Rhachiberotha och familjen Berothidae. Inga underarter finns listade i Catalogue of Life.